# Paralebedella
Paralebedella är ett släkte av fjärilar. Paralebedella ingår i familjen träfjärilar.
Kladogram enligt Catalogue of Life:
| Paralebedella | \| \| Paralebedella carnescens \| \| \| \| \| \| Paralebedella schultzei \| \| \| \| |
|               | \| \| Paralebedella carnescens \| \| \| \| \| \| Paralebedella schultzei \| \| \| \| |
|               | Paralebedella carnescens                                                             |
|               |                                                                                      |
|               | Paralebedella schultzei                                                              |
|               |                                                                                      |